# (35179) 1993 TK28
1993 TK28 (asteroide 35179) é um asteroide da cintura principal. Possui uma excentricidade de 0.22908270 e uma inclinação de 3.24656º.
Este asteroide foi descoberto no dia 9 de outubro de 1993 por Eric Walter Elst em La Silla.